# Diko na potepu
Diko na potepu je slikanica, ki jo je napisal Janez Vipotnik, ilustrirala pa Marjanca Jemec Božič. Izšla je leta 1977 pri založbi Mladinska knjiga.

## Povzetek dela
Kratka realistična proza govori o potepanjih in dogodivščinah psa Dika. Glavna književna oseba je novofundlandec, ki najprej pobegne lastnici Miči iz avta, se potepa okoli in povzroči celo zmedo, ko se odloči, da se bo domov odpeljal v drugem avtomobilu. Kljub lepim in grdim načinom lastnika avta, se Diko ne pusti odgnati in skoraj povzroči prihod policije. Pravi čas se vrne Miča in Diko skoči iz tujega avtomobila in pohiti k svoji lastnici. 
Vsako pomlad Dika popade čudna vznemirjenost. Hoče si ustvariti družino, in če ga takrat ne spustijo od doma, tuli in zavija, da se hudujejo sosedje. Odpravi na pohode, ki so dolgi dva ali tri dni, nekoč pa ga domov ni bilo cel teden. Srečal je psičko in ji sledil vse do doma, vendar njeni lastniki niso bili navdušeni nad snubcem. Diko ni odnehal in usmilila se ga je soseda, ki ga je vzela v oskrbo. Diko se je spoprijateljil z njenim kodrom Azorjem in petimi mačkami. Soseda je dala v časopis oglas, da se je k njej pritepel novofundlandec in tako ga je družina lahko našla.

## Analiza dela
Slikanica vsebuje kratko realistično prozo. Glavna književna oseba je bil namreč tudi družinski član pri Vipotnikovih. Pisatelj je tako pisal o realnih dogodivščinah, vragolijah, ki jih je uganjal Diko, o nezgodah, ki so ga doletele, pa tudi njegova čustvena razpoloženja in odzive na zunanje dogodke. Glavna književna oseba je predstavljena kot  svojeglava, trmasta, vztrajna, a vendar vdana svojim lastnikom ter prijazna do ljudi. Diko se drži svojih načel in se ne pusti kar tako prepričati v nasprotno. To se pokaže na začetku realistične proze, ko se Diko ne pusti odgnati iz tujega avtomobila. Svojeglavost in vztrajnost glavne književne osebe, se pokaže v drugem delu, ko Diko odide na potep za cel teden in vztrajno zasleduje psičko. Avtor književno osebo prikaže kot prijaznega in prijateljskega psa, ki hitro naveže nova prijateljstva in se navadi na novo okolje.